# Rothia nigrescens
Rothia nigrescens är en fjärilsart som beskrevs av Rothschild 1896. Rothia nigrescens ingår i släktet Rothia och familjen nattflyn. Inga underarter finns listade.